# Mareca americana
El silbón americano, pato calvo, pato americano o pato chalcuán (Mareca americana) es una especie de ave anseriforme de la familia Anatidae propia de América del Norte.